# John Hodiak
John Hodiak, född 16 april 1914 i Pittsburgh, Pennsylvania, död 19 oktober 1955 i Tarzana, Kalifornien, var en amerikansk skådespelare. Han medverkade i över 30 filmer.

## Filmografi, urval
- 1944 – Livbåt
- 1946 – Harvey Girls
- 1946 – Jagad i natten
- 1949 – Hemligt uppdrag i Malaya
- 1949 – På främmande mark
- 1949 – Stormen kommer
- 1951 – Fallet O'Hara
- 1951 – Missouri
- 1955 – Mord?